# 미하라 슈마
미하라 슈마(일본어: 三原 秀真, 2001년 7월 16일~)는 일본의 축구 선수이다.

## 구단 경력
그는 2020년 J2리그의 에히메 FC에 입단했다. 2021년후 J3리그에 강등했다. 2023년 J3리그 우승으로 J2리그로 승격했다. 2024년까지 70경기에 출전하여, 4득점을 넣었다. 2025년 J3리그의 아술 클라로 누마즈로 이적했다.